# Haleburg
Haleburg est une municipalité américaine située dans le comté de Henry en Alabama.
Selon le recensement de 2010, sa population est de 103 habitants. La municipalité s'étend sur 3,84 milles carrés (9,95 km2).

## Démographie
| 1930 | 1940 | 1950 | 1970 | 1980 | 1990 | 2000 | 2010 |
| ---- | ---- | ---- | ---- | ---- | ---- | ---- | ---- |
| 274  | 232  | 93   | 104  | 106  | 97   | 108  | 103  |